# Neophaenis aedemon
Neophaenis aedemon là một loài bướm đêm trong họ Noctuidae.